# Traité de Cahuenga
Le traité de Cahuenga, également appelé la capitulation de Cahuenga met fin aux hostilités entre les armées mexicaine et américaine en Haute-Californie en 1847.

## Présentation
Ce n'est pas un traité formel entre nations mais un accord entre les forces militaires rivales dans lesquelles les Californios ont abandonné le combat. Le traité est rédigé en anglais et en espagnol par José Antonio Carrillo, approuvé par Lieutenant-colonel américain John Charles Frémont et le gouverneur mexicain Andrés Pico, le 13 janvier 1847, au Campo de Cahuenga (en) dans ce qui est maintenant North Hollywood, à Los Angeles.
Le traité requit l'abandon par les Californios de leur artillerie, et la libération immédiate de tous les prisonniers des deux côtés. Les Californios qui promettent de ne pas reprendre les armes durant la guerre américano-mexicaine, et de se conformer aux lois et aux règlements des États-Unis, peuvent retourner pacifiquement chez eux. Ils doivent avoir les mêmes droits et privilèges que tout autre citoyen des États-Unis, ils ne sont pas obligés de prendre un serment d'allégeance jusqu'à ce qu'un traité de paix soit signé entre les États-Unis et le Mexique, et ils ont le privilège de quitter le pays s'ils le souhaitent.
Selon les termes du traité de Guadalupe Hidalgo signé en 1848, le Mexique cède formellement la Haute-Californie et d'autres territoires aux États-Unis, et la frontière contestée du Texas est fixée le long du Río Grande. Andrés Pico, comme presque tous les Californios, devient un citoyen américain à part entière. Andrés Pico fera partie de l'Assemblée de l'État de Californie puis du Sénat de l'État de Californie représentant Los Angeles dans la législature d'État de Californie.